# Carl Struckmann
Karl Eberhard Friedrich Struckmann (auch: Carl Eberhard Friedrich Struckmann; * 16. März 1833 in Osnabrück; † 23. Dezember 1898 in Hannover) war ein deutscher Amtsrat sowie Hobbygeologe und -paläontologe.

## Leben
Geboren in Osnabrück zur Zeit des Königreichs Hannover, forschte der Amtsrat Carl Struckmann privat insbesondere in und um Hannover und bis in das Weserbergland. Für seine Grabung wählte er bevorzugt den damaligen Kalk-Steinbruch am Lindener Berg im ehemaligen Dorf Linden, den Tönniesberg, die Gegend rund um das Dorf Ahlem bis hin zu Lauenstein am Ith. Die Fundstücke des Sammlers, seine Fossilien-Sammlung, finden sich heute im Niedersächsischen Landesmuseum: Einige Tausend von Struckmann beschriftete Fossilien im Archiv des Landesmuseums in der Fössestraße, ein kleiner Teil davon auch in einer Dauerausstellung im Küchengartenpavillon auf dem Lindener Berg. Dort – im ehemaligen Kalksteinbruch – selbst nach den Jahrmillionen alten versteinerten Zeugnissen früheren Lebens zu suchen, hat wenig Aussicht auf Erfolg: An Stelle des Steinbruchs findet sich heute das Lindener Stadion.
Carl Struckmann erforschte unter anderem auch die Einhornhöhle im Harz; in der dortigen Struckmann-Grotte, einer Nebenhöhle des Weißen Saals der Höhle, wurde später eine Bronzetafel zur Erinnerung angebracht.
1881 wurde Carl Struckmann zum Mitglied der Leopoldina gewählt.

## Ehrungen
August von Strombeck benannte 1858 ihm zu Ehren die triassische Muschel Myophoria struckmanni.
Die Landeshauptstadt Hannover ehrt den Geologen seit 1978 posthum mit der Namensgebung der im Stadtteil Davenstedt nördlich der Droehnenstraße angelegten Straße Struckmannhof.

## Weitere Archivalien
An Archivalien von und über Carl Struckmann findet sich beispielsweise
- ein handschriftlicher Brief Struckmanns aus Hannover vom 11. Dezember 1884 an den schweizerischen Geologen Charles David Mayer-Eymar im Archiv der Eidgenössischen Technischen Hochschule Zürich (ETH Zürich), Signatur Hs 277:916;[7]

## Schriften (Auswahl)
- Ueber die fossile Fauna des hannoverschen Jura-Meeres, in: Jahresberichte der Naturhistorischen Gesellschaft zu Hannover, Folge 23, Hannover: Naturhistorische Gesellschaft zu Hannover, S. 29–71
- Über einige der wichtigsten fossilen Säugethiere der Quartärzeit oder Diluvial-Periode in Deutschland mit besonderer Berücksichtigung der Provinz Hannover, Vortrag, in: Jahresbericht der Naturhistorischen Gesellschaft zu Hannover, 1875, S. 24–30
- Ueber die Schichtenfolge des obern Jura bei Ahlem unweit Hannover und über das Vorkommen der Exogyra virgula in oberen Korallen-Oolith des weissen Jura daselbst, 1875
- Geognostische Studien in östlichen Deister, Hannover: Riemschneider, 1878
- Der obere Jura der Umgegend von Hannover. Ein paläontologisch-geognostisch-statistische Darstellung, mit 8 Tafeln, Hannover: Hahnsche Hofbuchhandlung, 1878
- Die Wealden-Bildungen der Umgegend von Hannover. Eine geognostisch-paläontologisch-statistische Darstellung, Hannover: Hahnsche Hofbuchhandlung, 1880
- Neue Beiträge zur Kenntniss des oberen Jura und der Wealdenbildungen der Umgegend von Hannover (= Palaeontologische Abhandlungen, Teil 1,1), Berlin: Reimer, 1882
- Ueber die bisher in der Provinz Hannover aufgefundenen fossilen und subfossilen Reste quartärer Säugethiere, Sonderabdruck aus Jahresberichte der Naturhistorischen Gesellschaft in Hannover, Folge 33/34, Hannover: Riemschneider, 1884
- Ueber die ältesten Spuren des Menschen im nördlichen Deutschland. Vortrag, gehalten im Verein / vom Amtsrath Dr. Struckmann, Sonderdruck mit Illustrationen aus der Zeitschrift des Historischen Vereins für Niedersachsen, S. 157–180, Hannover: Gebrüder Jänecke, 1889
- Über die Jagd- und Hausthiere der Urbewohner Niedersachsens, Hannover: Der Verein, 1895
- Ueber die geologischen Verhältnisse der Umgegend von Hannover, in: Bericht über den 6. Allgemeinen deutschen Bergmannstag zu Hannover, – Essen, 1895, S. 59–62

## Medienecho
- Rüdiger Meise: Auf den Spuren der Lindener Dinosaurier / Vor 140 Millionen Jahren zogen Saurier durch Linden – vor 140 Jahren entdeckte Carl Struckmann am Lindener Berg ihre Spuren. Er sammelte und registrierte fast 10000 Fossilien, die heute im Archiv des Landesmuseum aufbewahrt werden. In: Hannoversche Allgemeine Zeitung vom 26. Juli 2012, aktualisiert am 29. Juli 2012; online